# Ligur
Ligur is een geslacht van kreeftachtigen uit de klasse van de Malacostraca (hogere kreeftachtigen).

## Soort
- Ligur ensiferus (Risso, 1816)